# Yvon Malette
Pour les articles homonymes, voir Malette.
Yvon Malette, né à Lefaivre, en Ontario, en 1943, a enseigné la littérature à l'école secondaire, au collège et à l'Université d'Ottawa. Il a publié dans diverses revues et a écrit pour Radio-Canada. Il est l'auteur de Grand-mère racontait..., didacticiel multimédia de grammaire française et du Autoportrait mythique de Gabrielle Roy.
En 1993, il fonde la maison d'Éditions David. Depuis sa fondation la maison d'édition, située à Ottawa (Ontario), a publié plus de 200 titres.

## Œuvre
- 1994 : Autoportrait mythique de Gabrielle Roy

## Programme informatique
- 1993 : Grand-mère racontait